# Ямамото, Рё
Рё Ямамото — японский бегун на длинные дистанции, который специализируется в марафоне. На олимпийских играх 2012 года занял 40-е место в марафоне с результатом 2:18.34.
На марафоне озера Бива 2012 года занял 4-е место с личным рекордом — 2:08.44.
Личный рекорд в полумарафоне — 1:01.54, был установлен на полумарафоне Маругаме 2012 года, на котором он занял 18-е место.